# Civiltà cicladica

Mappa delle Cicladi

La civiltà cicladica è la più antica cultura dell'antica età del bronzo che fiorì nel Mare Egeo e più precisamente nelle isole Cicladi, nel periodo compreso tra il 3200 e il 2000 a.C.

## Storia

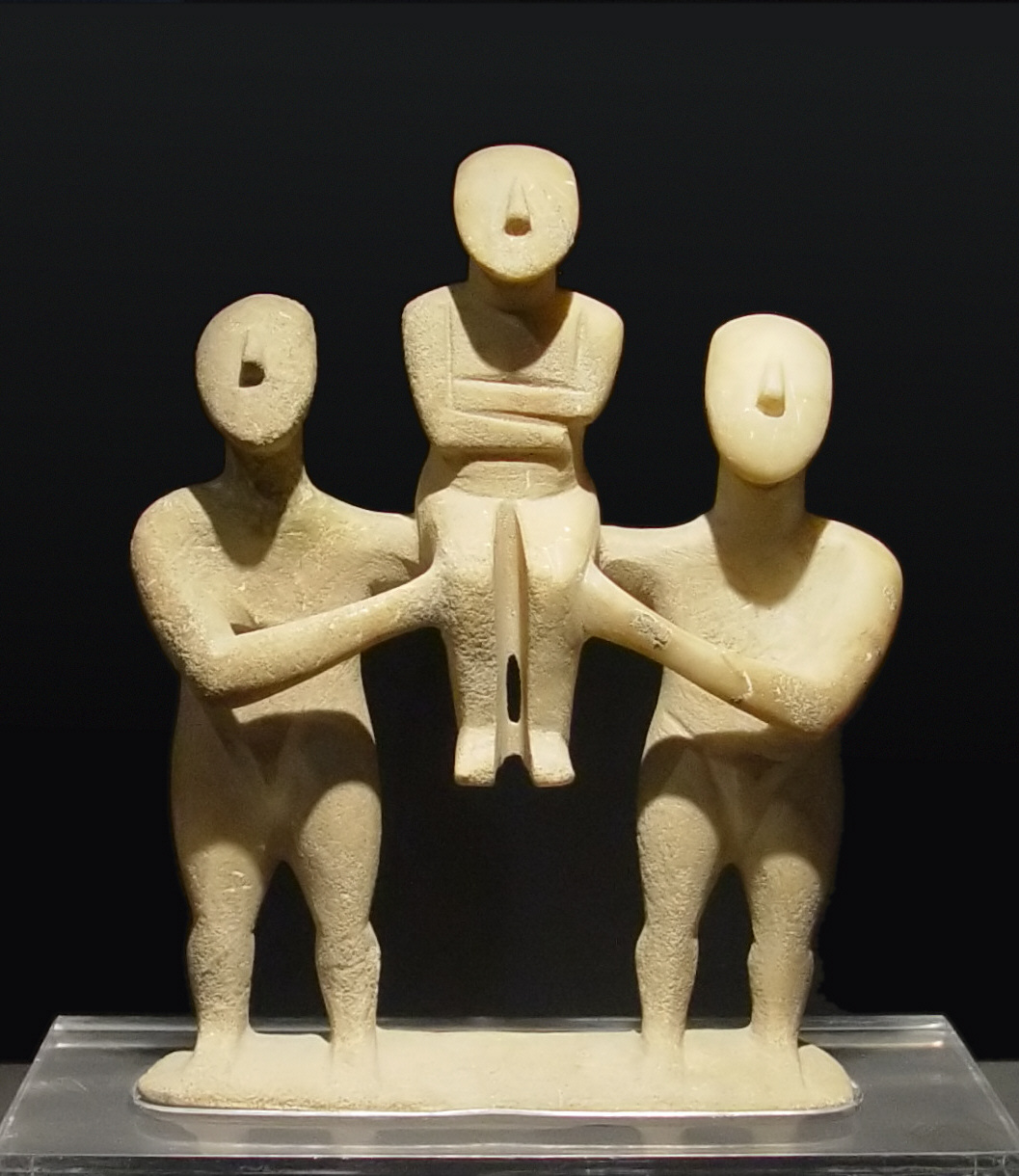
Tre figurine, Età del Bronzo, della prima età cicladica

L'espressione "Civiltà cicladica" è stata coniata dall'archeologo greco Christos Tsountas, che nel 1898-99 esplorò numerosi siti di sepolture in numerose isole Cicladi. La cultura cicladica del tardo neolitico e dell'antica età del bronzo è nota soprattutto per i suoi idoli femminili schematici e piatti, intagliati nel puro marmo bianco delle isole secoli prima della grande ascesa della cultura minoica a Creta. Queste figure sono state rubate dalle sepolture per soddisfare il mercato delle antichità cicladiche a partire dall'inizio del XX secolo. Si stima che solo una parte, circa il 40%, delle 1.400 statuette ritrovate sia di origine nota, dal momento che gli scavi illegali hanno distrutto le evidenze archeologiche di molti ritrovamenti. La vita nelle Cicladi, in base ad una ricostruzione storica, doveva essere semplice e sobria rispetto alla vita cretese.
Nell'Egeo occidentale, prima del 4000 a.C., sorse una particolare cultura neolitica che amalgamava elementi anatolici e della Grecia continentale, la quale si sostentava con farro, orzo selvatico, pecore, capre e tonni che venivano infilzati da pescatori su piccole imbarcazioni. Tra i siti di scavo si hanno Saliagos e Kephala (sull'isola di Ceo), i quali hanno evidenziato segni di lavorazione del rame. Ognuna delle piccole isole cicladiche non poteva sostentare più di poche migliaia di abitanti, sebbene i modelli di barca del Tardo Cicladico mostrano che potessero essere assemblati cinquanta rematori tra le comunità disperse. Quando ascese la ben organizzata cultura palaziale di Creta, le isole caddero nell'insignificanza, con l'eccezione di Delo, che mantenne la sua arcaica reputazione di santuario per tutto il periodo classico della Grecia (vedi lega delio-attica).
Il ritrovamento di prodotti artigianali cicladici (soprattutto rappresentazioni di navi sulla ceramica e piccole barche di pietra) nell'Attica, nel Peloponneso e in molte altre zone della Grecia testimonia la presenza di una notevole abilità nella costruzione delle imbarcazioni e una predisposizione della popolazione per i commerci marittimi.
La cronologia della civiltà cicladica è divisa in tre principali periodi: Antico, Medio e Tardo Cicladico. Il periodo antico, cominciato attorno al 3000 a.C., scivolò nell'archeologicamente più oscuro Medio Cicladico attorno al 2500 a.C. Verso la fine del Tardo Cicladico (2000 a.C. circa) si ebbe una convergenza tra la civiltà cicladica e quella minoica.
Non c'è unanimità tra i sistemi di datazione usati per la civiltà cicladica, se ne ha uno "culturale" e un altro "cronologico". Il tentativo di collegarli porta a varie combinazioni, di cui la più comune è mostrata nella seguente tabella:
| Antico Cicladico I (ACI)     | 3100-2700 a.C. | Grotta-Pelos |  |
| Antico Cicladico II (ACII)   | 2700-2200 a.C. | Keros-Syros  |  |
| Antico Cicladico III (ACIII) | 2200-1900 a.C. | Kastri       |  |
| Medio Cicladico I (MCI)      | 1900-1800 a.C. | Phylakopi    |  |
| Medio Cicladico II (MCII)    | 1800-1700 a.C. |              |  |
| Medio Cicladico III (MCIII)  | 1700-1600 a.C. |              |  |
| Tardo Cicladico I            | 1600-1425 a.C. |              |  |
| Tardo Cicladico II           | 1425-1390 a.C. |              |  |
| Tardo Cicladico II           | 1390-1000 a.C. |              |  |

### Suddivisioni storiche tra i popoli vicini
| Epoca | Grecia continentale        | Creta                                    | Cicladi              | Egitto                                          |
| ----- | -------------------------- | ---------------------------------------- | -------------------- | ----------------------------------------------- |
|       | Antico Elladico I          | Antico Minoico I                         | Antico Cicladico I   | Periodo Proto-dinastico (I e II dinastia)       |
|       | Antico Elladico I          | Antico Minoico II                        | Antico Cicladico II  | Periodo Proto-dinastico (I e II dinastia)       |
|       | Antico Elladico II         | Antico Minoico II                        | Antico Cicladico II  | Antico Regno (III - VIII dinastia)              |
|       | Antico Elladico II         | Antico Minoico II                        | Antico Cicladico II  | Antico Regno (III - VIII dinastia)              |
|       | Antico Elladico II         | Antico Minoico II                        | Antico Cicladico II  | Antico Regno (III - VIII dinastia)              |
|       | Antico Elladico II         | Antico Minoico III                       | Antico Cicladico III | Antico Regno (III - VIII dinastia)              |
|       | Antico Elladico III        | Antico Minoico III                       | Antico Cicladico III | Antico Regno (III - VIII dinastia)              |
|       | Medio Minoico IA           | Primo periodo intermedio (IX-X dinastia) | Antico Cicladico III |                                                 |
|       | Medio Minoico IA           | Primo periodo intermedio (IX-X dinastia) | Antico Cicladico III | Medio Elladico I                                |
|       | Medio Elladico II          | Medio Minoico IB                         | Medio Cicladico      | Regno medio (XI-XII dinastia)                   |
|       | Medio Elladico II          | Medio Minoico IIA                        | Medio Cicladico      | Regno medio (XI-XII dinastia)                   |
|       | Medio Elladico II          | Medio Minoico IIB                        | Medio Cicladico      | Regno medio (XI-XII dinastia)                   |
|       | Medio Elladico III         | Medio Minoico IIIA-IIIB                  | Medio Cicladico      | Regno medio (XI-XII dinastia)                   |
|       | Medio Elladico III         | Medio Minoico IIIA-IIIB                  | Medio Cicladico      | Secondo periodo intermedio (XIII-XVII dinastia) |
|       | Tardo Elladico I           | Tardo Minoico IA                         | Tardo Cicladico I    |                                                 |
|       | Tardo Elladico I           | Tardo Minoico IA                         | Tardo Cicladico I    |                                                 |
|       | Tardo Elladico IIA         | Tardo Minoico IB                         | Tardo Cicladico II   |                                                 |
|       | Tardo Elladico IIB         | Tardo Minoico II                         | Tardo Cicladico II   | Nuovo regno (XVIII dinastia)                    |
|       | Tardo Elladico IIIA1       | Tardo Minoico IIIA1                      | Tardo Cicladico III  | Nuovo regno (XVIII dinastia)                    |
|       | Tardo Elladico IIIA2       | Tardo Minoico IIIA2                      | Tardo Cicladico III  | Nuovo regno (XVIII dinastia)                    |
|       | Tardo Elladico IIIB1       | Tardo Minoico IIIB                       | Tardo Cicladico III  | Nuovo regno (XIX dinastia)                      |
|       | Tardo Elladico IIIB2       | Tardo Minoico IIIB                       | Tardo Cicladico III  | Nuovo regno (XIX dinastia)                      |
|       | Tardo Elladico IIIC antico | Tardo Minoico IIIC                       | Tardo Cicladico III  | Nuovo regno (XX dinastia)                       |
|       | Tardo Elladico IIIC medio  | Tardo Minoico IIIC                       | Tardo Cicladico III  | Nuovo regno (XX dinastia)                       |
|       | Tardo Elladico IIIC tardo  | Tardo Minoico IIIC                       | Tardo Cicladico III  | Nuovo regno (XX dinastia)                       |
|       | Submiceneo                 | Subminoico                               | Tardo Cicladico III  | Nuovo regno (XX dinastia)                       |

## Archeologia
I primi scavi archeologici del 1880 furono seguiti dal lavoro sistematico della British School di Atene e di Christos Tsountas, che indagò sui siti di sepoltura di diverse isole nel 1898-99 e coniò il termine "civiltà cicladica". Successivamente vi fu una perdita di interesse e poi un ritorno verso la metà del XX secolo, quando i collezionisti gareggiarono per ottenere le statuette dall'apparenza moderna che somigliavano alle sculture di Hans Arp o Constantin Brâncuși. I siti furono razziati e sorse un vivace commercio di falsi. Il contesto di molte di queste statuette cicladiche è stato così distrutto; il loro significato non potrà mai essere compreso del tutto. Un altro argomento intrigante e misterioso è quello delle cosiddette "padelle" cicladiche. Analisi archeologiche più accurate hanno rivelato le grandi linee di una cultura agricola e marittima immigrata dall'Asia Minore attorno al 5000 a.C.
La cultura cicladica si evolse fino al 2000 a.C. circa, quando, a causa della nascita della potenza militare di Creta, perse il predominio nel mare Egeo. Gli scavi di Cnosso (a Creta) rivelano un'influenza della civiltà cicladica sulla città per il periodo che va dal 3200 a.C. al 2000 a.C., evidenziata dai ritrovamenti di ceramiche.
La cultura della Grecia continentale contemporanea a quella cicladica è chiamata elladica. Colin Renfrew considera la cultura cicladica come proto-indoeuropea, mentre James Patrick Mallory la considera piuttosto pre-indoeuropea.

## Arte cicladica

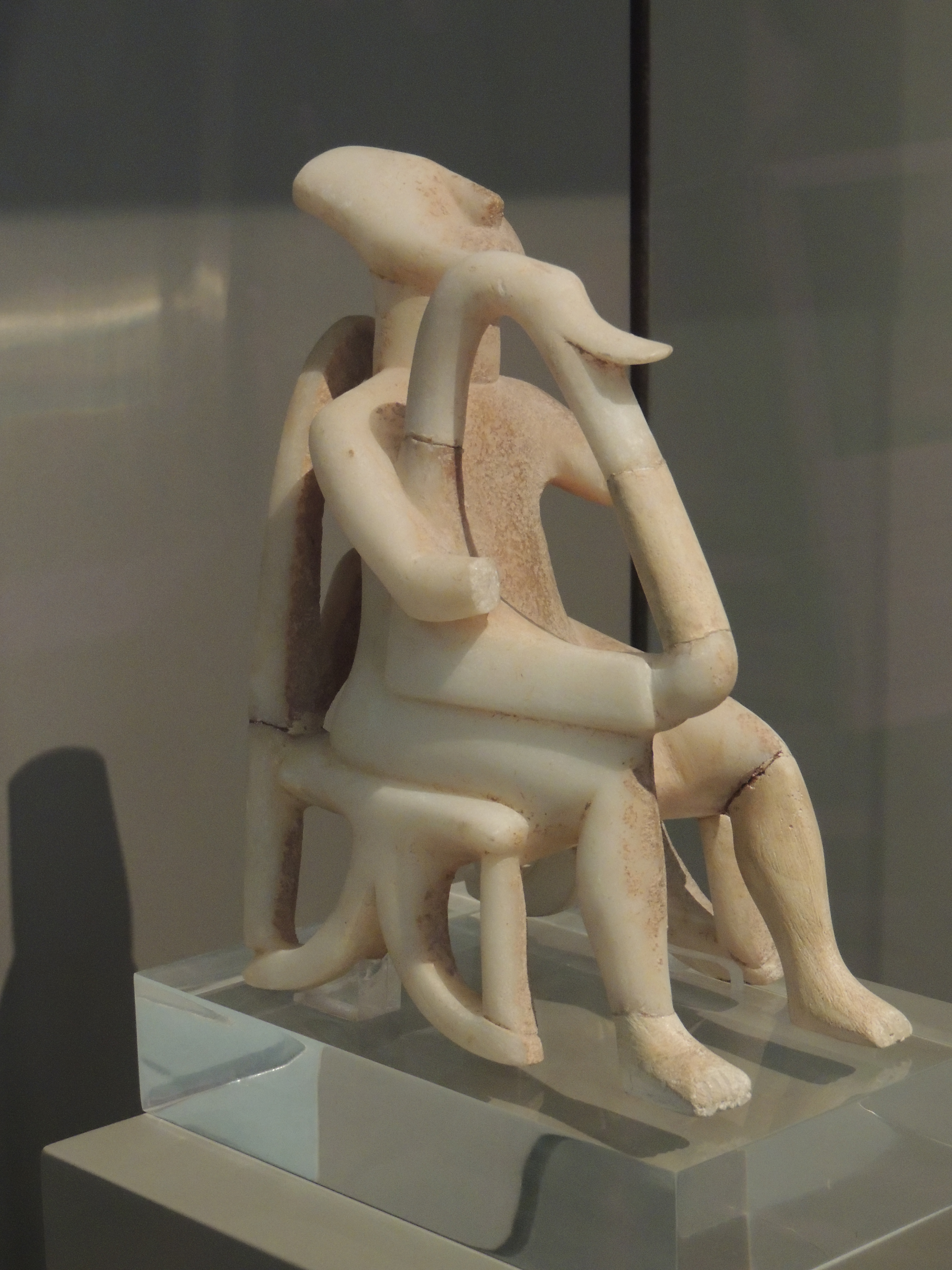
Suonatore di lira, conservato al Museo Archeologico Nazionale di Atene.

La maggiore originalità artistica è stata attribuita al periodo antico, che va dal 2600 a.C. al 2000 a.C., mentre nelle fasi successive l'arte entrò nell'influenza minoico-micenea.
Per quanto riguarda la produzione artistica cicladica, i prodotti più pregiati sono stati realizzati in marmo. Si tratta principalmente di statuette di diversa forma e dimensione che hanno come soggetti donne nude con le mani sul ventre, musicisti, cacciatori e guerrieri. Le raffigurazioni femminili hanno evidenziato l'insistenza nella raffigurazione della dea madre, simboleggiante la fertilità e la fecondità. La dea cicladica venne descritta nella posizione eretta in atteggiamento ieratico. Generalmente, dai bassorilievi al tuttotondo i Cicladici dimostrarono una notevole sensibilità per la forma e per la trasposizione dal reale all'immaginario.
I celebri idoli cicladici, seppur affini agli uscebti dell'antico Egitto sono di derivazione maggiormente mesopotamica e venivano utilizzati, per lo più ad usi funerari.
La semplicità delle forme artistiche cicladiche ha influenzato la produzione di molti artisti contemporanei e, allo stesso tempo, ha attirato l'attenzione di molti collezionisti senza scrupoli che hanno favorito gli scavi clandestini. 
Le ceramiche più diffuse sono state le brocche e i pissidi aventi decorazioni geometriche, i kernoi in steatite ed i recipienti in pietra levigata.
La maggior parte dei reperti archeologici, quindi, si trova nelle collezioni private. Fortunatamente sono state ritrovate alcune statuette nelle necropoli, mentre altre, di maggiori dimensioni, provengono molto probabilmente dalle abitazioni private. Due sono le modalità funerarie scoperte: la prima prevedeva tombe collettive mentre la seconda concedeva seppellimenti individuali.